# Elizabeth Jane Howard
Elizabeth Jane Howard (ur. 26 marca 1923 w Londynie, zm. 2 stycznia 2014 w Bungay) – brytyjska pisarka i scenarzystka.

## Życiorys
Kształciła się w kilku prywatnych szkołach. Mając 18 lat poznała i poślubiła przyrodnika Petera Scotta. Swoje literackie zainteresowania kontynuowała po wojnie. Napisała także scenariusze do dwóch seriali i trzech filmów. Zmarła 2 stycznia 2014 roku w wieku 90 lat.

## Filmografia
jako scenarzystka
seriale
- 1971: Upstairs, Downstairs
- 1976: Victorian Scandais

film
- 1962: The Very Edge
- 1986: Mr. Wrong
- 1989: Bierz co najlepsze